# Georgetown (Île-du-Prince-Édouard)
Pour les articles homonymes, voir Georgetown.
Georgetown est une ancienne ville de l'Île-du-Prince-Édouard, au Canada, nommée ainsi en l'honneur du roi George III. Georgetown était le chef-lieu du comté de Kings et comptait une population de 675 habitants en 2011.
Le 28 septembre 2018, la ville fusionne avec 6 autres municipalités pour devenir la ville de Three Rivers.

## Géographie
Georgetown, l'ancienne capitale du comté de Kings, était située sur une longue péninsule de 8 kilomètres formée par les rivières Cardigan et Brudenell, le long du port de Georgetown. Cette péninsule fait partie du canton de Kings Royalty et s'étend dans la baie de Cardigan, un sous-bassin du détroit de Northumberland à l'est.
Le port de Georgetown est un port naturel profond et est au sud du village à la jonction de la rivière Brudenell et la rivière Montague.

## Démographie
| 2001 | 2006 | 2011 | 2016 |
| ---- | ---- | ---- | ---- |
| 721  | 634  | 675  | 555  |

## Histoire
Cette région de l'est de l'Île-du-Prince-Édouard a ses origines humaines avec les Micmacs qui ont habité là. Ce peuple était référé comme les "Epegoitnag" et pour eux, cette région était une région sauvage de la forêt de l'Acadie contenant du gibier, ainsi que des fruits, des baies et des noix à cueillir, aussi beaucoup de ressources marines dans les rivières avoisinantes et le détroit de Northumberland. La terre dans cette région était appelée Samkook qui est traduit à « la terre de la rive sablonneuse ».

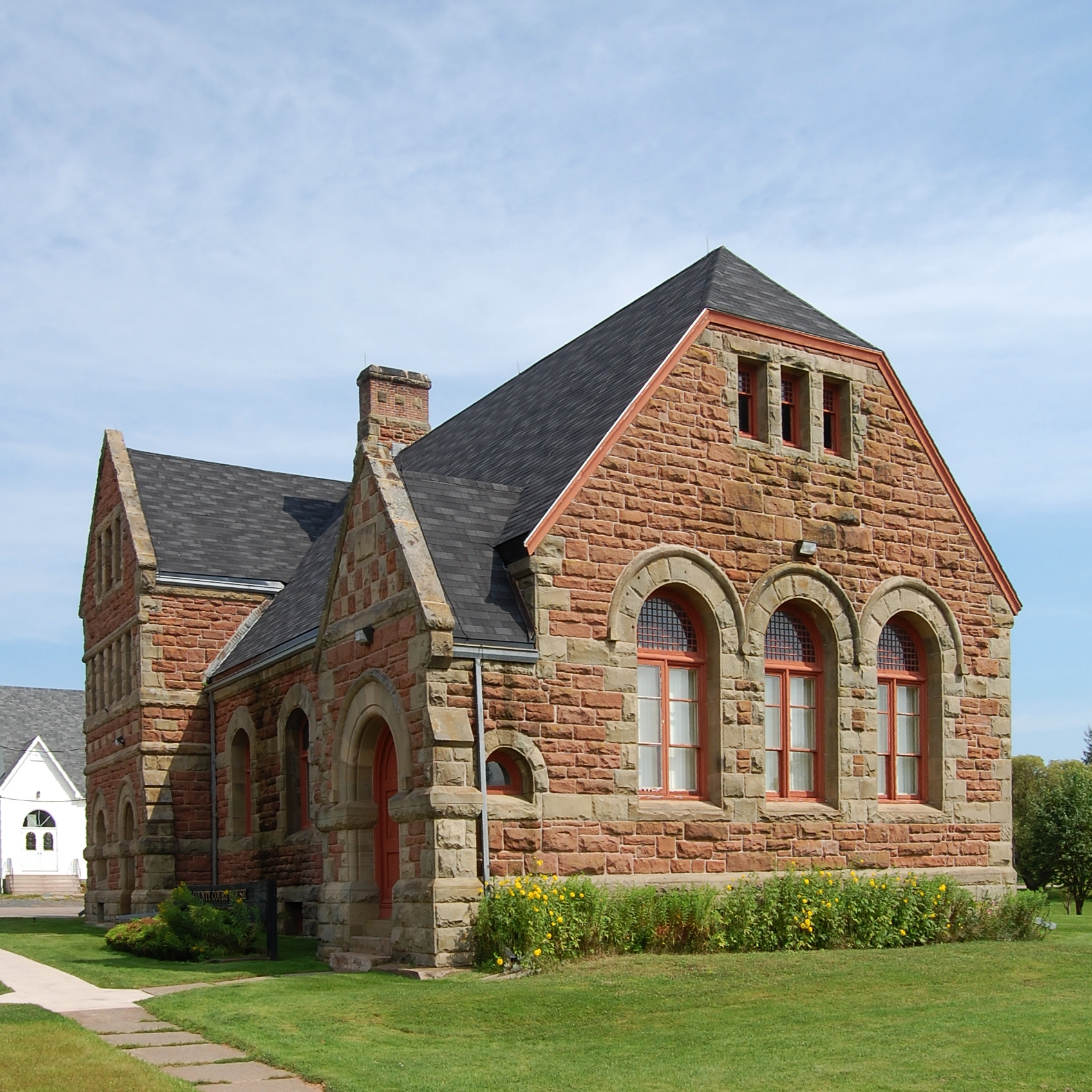
Georgetown, étant le lieu principal du comté de Kings, a le seul tribunal provincial du conté. Il fut érigé en 1887

Georgetown est à l'opposé de Brudenell Point, qui divise la rivière Brudenell au nord de la rivière Montague au sud. Brudenell Point fut le lieu de la première colonie acadienne que les Français appelaient Île-Saint-Jean. Ici, l'entrepreneur Jean Pierre Roma débarqua en 1732 avec environ 100 colons pour commencer une colonie commerciale pour cultiver de la nourriture et pêcher pour approvisionner la milice française à la garnison de la forteresse de Louisbourg sur l'Ile-Royale (maintenant l'île du Cap-Breton). Les colons français appelèrent la région Trois-Rivières.
Après le transfert du contrôle de l'Acadie à la Grande-Bretagne à la fin de la guerre de Sept Ans en 1763, le gouvernement britannique a fait arpenter l'île Saint-Jean par le capitaine Samuel Holland qui a choisi la totalité de Cardigan Point pour la capitale du comté de Kings et l'a désigné comme canton de Kings Royalty.
La capitale du comté fut nommée Georgetown en honneur du roi George III. La colonie fut orientée vers le nord magnétique et un réseau de rue fut dessiné.
L'ensemble actuel de belles et vénérables maisons patrimoniales de Georgetown date de la fin de l'époque victorienne quand la ville de Georgetown était très importante dans la construction navale de vaisseaux de bois. En tant qu'un des plus importants ports dans la colonie de l'Île-du-Prince-Édouard, le port fut choisi en 1870 pour être le terminus pour le chemin de fer de l'Île-du-Prince-Édouard et devint un terminus pour les bateaux à vapeur avec des connexions au chemin de fer Intercolonial au continent à Pictou. Le port de Georgetown était souvent le seul port dans l'île utilisable pendant les mois d'hiver à cause des forts vents et de la direction des marées (avant la chaussée de Canso qui changea les déplacements de glace dans le détroit de Northumberland).
La ligne principale du Chemin de fer de l'Île-du-Prince-Édouard à Georgetown fut allongée jusqu'à la jonction de Montague (où un aiguillage fut construit pour servir Montague) à Mount Stewart et à Royalty Junction (connexion à Charlottetown), Summerside et Alberton.
Au XXe siècle, la base industrielle de Georgetown s'est diversifiée pour ajouter le seul chantier naval de l'île, East Isle Shipyard, qui appartient maintenant à J.D. Irving Limited, ainsi que la plus grosse scierie de l'île (qui appartient aussi à JDI). Un employeur majeur saisonnier est une usine de produits de la mer, exploitée par Seafood 2000 et construite par National Sea Products Limited.

## Attractions locales
- Georgetown est près du parc provincial Brudenell River qui a un terrain de camping et des logements pour les touristes. Deux des meilleurs terrains de golf de la province sont situés au lieu de vacances de Brudenell River.

- Un passage en bois éclairé près de l'eau, avec des bancs, des observatoires, une gloriette et accès à la plage.

- La piste de la Confédération passe à Georgetown ayant de belles vues de l'eau, parfaite pour marcher ou faire de la bicyclette.

- Georgetown compte 10 édifices historiques et il y a un parcours touristique les démontrant, ainsi que d'autres édifices importants.